# 波蘭電視台娛樂頻道
波蘭電視台娛樂頻道（波蘭語：TVP Rozrywka）是波蘭電視台一條於2013年開播的電視頻道，主要播放劇集和各項娛樂節目。這條頻道每日播放時間為早上六時至凌晨三時，並專門設有只向國外播放的國際頻道版本。